# Ricardo Centurión
Adrián Ricardo Centurión (Avellaneda, 19 de janeiro de 1993) é um futebolista argentino que atua como meia-atacante. Atualmente joga pelo Oriente Petrolero.

## Carreira
Formado nas categorias de base do Racing, Centurión é possuidor de um estilo habilidoso e driblador, e costuma ser vítima de forte marcação adversária, inclusive de forma violenta. Reclama que muitos árbitros interpretam as faltas que sofre como simulação.
Após breve passagem pelo Genoa da Itália por empréstimo, retornou ao clube. Marcou o único gol da vitória sobre o Godoy Cruz que deu o título do Campeonato Argentino de 2014 ao Racing.

### São Paulo
Em 1 de fevereiro de 2015 firmou contrato com o São Paulo por quatro anos. Logo em sua estreia, balançou as redes na goleada por 5–0 sobre o Bragantino, pelo Campeonato Paulista. Marcou seu primeiro gol pela Libertadores nos minutos finais contra o Danubio, no Uruguai. No jogo de ida das oitavas de final, marcou o gol da vitória sobre o Cruzeiro, no Morumbi, mas posteriormente eliminaria o São Paulo na disputa de pênaltis.
Em 2016, com a chegada do compatriota Edgardo Bauza, teve uma boa sequencia de jogos, mas não correspondeu dentro de campo. Seus únicos gols na temporada foram na partida de ida das oitavas de final da Libertadores, quando marcou duas vezes na vitória por 4–0 sobre o Toluca.

### Boca Juniors
No dia 9 de agosto de 2016, Centurión foi emprestado ao Boca Juniors por um ano, caso queira adquirir o jogador, no contrato, foi estabelecido um valor para compra. Após a saída de Tévez para a China, recebeu a camisa 10. Apesar de algumas questões disciplinares fora do campo, entra elas uma acusação de violência doméstica, desempenhou um papel decisivo ao ajudar seu clube a vencer o Campeonato Argentino de 2016–17.

### Retorno ao Genoa
Em 27 de julho de 2017, acertou com volta ao Genoa por 3,5 milhões de euros (quase R$ 13 milhões). Em 11 de agosto, o Genoa confirmou a contratação de forma oficial. Após tomar mate durante a madrugada na concentração antes de uma partida, foi afastado do elenco pelo então treinador Ivan Juric. Após a demissão do croata, foi reintegrado pelo novo treinador, Davide Ballardini.

### Retorno ao Racing
Em 17 de janeiro de 2018, o presidente do Racing, Victor Blanco, confirmou a contratação de Centurion. No total, o Racing pagará 4 milhões de euros ao Genoa, se tornando a contratação mais cara da história do clube argentino.

### San Luis
Em 8 de junho de 2019, assinou por empréstimo de uma temporada com o San Luis, do México.

## Seleção Argentina
Em 14 de maio de 2018, foi um dos 35 pré-convocados pelo técnico Jorge Sampaoli para a disputa da Copa do Mundo.

## Vida pessoal
Centurion foi noivo da modelo Melody Pasini. Aos 25 anos, Melody, teve um parada cardíaca e não resistiu vindo a óbito precocemente aos 25 anos.

## Estatísticas
Atualizado até 10 de agosto de 2019.

### Clubes
| Equipe          | Temporada | Campeonato nacional | Campeonato nacional | Copa nacional | Copa nacional | Competições continentais[b] | Competições continentais[b] | Outros torneios[c] | Outros torneios[c] | Total | Total |
| Equipe          | Temporada | Jogos               | Gols                | Jogos         | Gols          | Jogos                       | Gols                        | Jogos              | Gols               | Jogos | Gols  |
| --------------- | --------- | ------------------- | ------------------- | ------------- | ------------- | --------------------------- | --------------------------- | ------------------ | ------------------ | ----- | ----- |
| Racing          | 2011–12   | 2                   | 0                   | 1             | 0             | –                           | –                           | –                  | –                  | 3     | 0     |
| Racing          | 2012–13   | 26                  | 4                   | –             | –             | 2                           | 0                           | –                  | –                  | 28    | 4     |
| Racing          | 2013–14   | 2                   | 0                   | 2             | 0             | 2                           | 0                           | –                  | –                  | 6     | 0     |
| Racing          | 2014      | 17                  | 3                   | –             | –             | –                           | –                           | –                  | –                  | 17    | 3     |
| Racing          | Total     | 47                  | 7                   | 3             | 0             | 4                           | 0                           | –                  | –                  | 54    | 7     |
| Genoa           | 2013–14   | 12                  | 0                   | –             | –             | –                           | –                           | –                  | –                  | 12    | 0     |
| Genoa           | Total     | 12                  | 0                   | –             | –             | –                           | –                           | –                  | –                  | 12    | 0     |
| São Paulo       | 2015      | 25                  | 2                   | 3             | 1             | 6                           | 2                           | 12                 | 1                  | 46    | 6     |
| São Paulo       | 2016      | 15                  | 0                   | –             | –             | 9                           | 2                           | 10                 | 0                  | 34    | 2     |
| São Paulo       | Total     | 40                  | 2                   | 3             | 1             | 15                          | 4                           | 22                 | 1                  | 80    | 8     |
| Boca Juniors    | 2016–17   | 22                  | 8                   | 2             | 0             | –                           | –                           | –                  | –                  | 24    | 8     |
| Boca Juniors    | Total     | 22                  | 8                   | 2             | 0             | –                           | –                           | –                  | –                  | 24    | 8     |
| Genoa           | 2017–18   | 3                   | 0                   | 2             | 0             | –                           | –                           | –                  | –                  | 5     | 0     |
| Genoa           | Total     | 3                   | 0                   | 2             | 0             | –                           | –                           | –                  | –                  | 5     | 0     |
| Racing          | 2017–18   | 13                  | 7                   | 1             | 0             | 6                           | 2                           | –                  | –                  | 20    | 9     |
| Racing          | 2018–19   | 16                  | 3                   | 0             | 0             | 2                           | 0                           | –                  | –                  | 18    | 3     |
| Racing          | Total     | 29                  | 10                  | 1             | 0             | 8                           | 2                           | –                  | –                  | 38    | 12    |
| San Luis        | 2019–20   | 9                   | 0                   | 3             | 1             | –                           | –                           | –                  | –                  | 12    | 1     |
| San Luis        | Total     | 9                   | 0                   | 3             | 1             | –                           | –                           | –                  | –                  | 12    | 1     |
| Vélez Sarsfield | 2019–20   | 0                   | 0                   | 0             | 0             | 0                           | 0                           | –                  | –                  | 0     | 0     |
| Vélez Sarsfield | Total     | 0                   | 0                   | 0             | 0             | 0                           | 0                           | –                  | –                  | 0     | 0     |

- b. ^ Jogos da Copa Libertadores e Copa Sul-Americana
- c. ^ Jogos do Campeonato Paulista

## Títulos
Racing
- Campeonato Argentino: 2014, 2018–19

Boca Juniors
- Campeonato Argentino: 2016–17